# Мамоновское сельское поселение (Рязанская область)
Мамоновское се́льское поселе́ние — муниципальное образование в Пронском районе Рязанской области Российской Федерации.
Административный центр — деревня Мамоново.

## История
Статус и границы сельского поселения установлены Законом Рязанской области от 7 октября 2004 года № 89-ОЗ «О наделении муниципального образования Пронский район статусом муниципального района, об установлении его границ и границ муниципальных образований, входящих в его состав»

## Население
| 2010 | 2012  | 2013  | 2014  | 2015 | 2016 | 2017 |
| ---- | ----- | ----- | ----- | ---- | ---- | ---- |
| 1024 | ↗1026 | ↗1033 | ↘1031 | ↘996 | ↘973 | ↘960 |
| 2018 | 2019  | 2020  | 2021  |      |      |      |
| ↘925 | ↘907  | ↘866  | ↗1055 |      |      |      |

## Состав сельского поселения
| №  | Населённый пункт | Тип населённого пункта          | Население |
| -- | ---------------- | ------------------------------- | --------- |
| 1  | Биркиновка       | деревня                         | 2         |
| 2  | Бриницы          | деревня                         | 0         |
| 3  | Булычево         | село                            | ↘30       |
| 4  | Возрожденье      | деревня                         | 10        |
| 5  | Воронки          | посёлок                         | 6         |
| 6  | Вязовка          | деревня                         | 0         |
| 7  | Кошелево         | деревня                         | 0         |
| 8  | Красный Колодец  | посёлок                         | 21        |
| 9  | Мамоново         | деревня, административный центр | ↗752      |
| 10 | Мичуровка        | деревня                         | 2         |
| 11 | Роскино          | деревня                         | 13        |
| 12 | Синь             | посёлок                         | 179       |
| 13 | Юмашево          | деревня                         | 9         |